# Bezirk Zürich
Bezirk Zürich är ett av de tolv distrikten i kantonen Zürich i Schweiz. 

## Indelning
Distriktet består endast av kommunen Zürich.